# Mørkhøj Sogn
Mørkhøj Sogn er et sogn i Gladsaxe-Herlev Provsti (Helsingør Stift). Sognet ligger i Gladsaxe Kommune (Region Hovedstaden). Indtil Kommunalreformen i 2007 lå det i Gladsaxe Kommune (Københavns Amt), og indtil Kommunalreformen i 1970 lå det i Sokkelund Herred (Københavns Amt). I Mørkhøj Sogn ligger Mørkhøj Kirke.
I Mørkhøj Sogn findes bl.a. flg. steder:
- Mørkhøj (Bydel)
- TV-Byen
- Gyngemosen
- Enghavegård Skole